# Batalha de Cefalônia
A batalha de Cefalônia foi uma batalha naval travada entre as frotas bizantina e aglábida perto da costa oeste da Grécia. A batalha foi uma grande vitória bizantina e uma das raras batalhas navais ocorridas à noite na Idade Média.

## Eventos
Em 880, uma frota do Emirado Aglábida de Ifríquia navegou contra o Império Bizantino e invadiu as costas oeste da Grécia. João Escilitzes relata que compreendia 60 navios "excessivamente grandes", e que invadiu as ilhas jônicas de Zacinto e Cefalônia. Quando notícias deste raide alcançaram a capital bizantina, Constantinopla, uma frota foi enviada para confrontá-los, chefiada pelo recém-nomeado comandante-em-chefe da marinha bizantina, Nasar. Graças a ventos favoráveis, a frota logo alcançou o porto de Metoni na ponta sul da Grécia, mas lá foi forçado a parar, pois muitos dos remadores da frota desertaram em pequenos grupos por conta do medo da batalha iminente.
Nasar foi forçado a estacionar em Metoni, onde restruturou sua frota com tropas locais do Tema do Peloponeso. No meio tempo, Nasar informou o imperador Basílio I, o Macedônio (r. 867–886) acerca dos eventos, e Basílio foi rapidamente capaz de capturar os desertores. De modo a restaurar a disciplina entre o resto da frota, o imperador então selecionou 30 prisioneiros de guerra sarracenos, obscureceu as características deles com fuligem e açoitou-os publicamente no Hipódromo de Constantinopla antes de enviá-los embora para ostensivamente serem executados em Metoni.
A frota aglábida também soube da relutância da frota bizantina para enfrentá-los, e ficarem muito confiantes. Os tripulantes deixaram seus navios e pilharam as costas descuidadamente, de modo que quando Nasar chegou com sua frota, eles foram pegos de surpresa e foram aniquilados em um ataque noturno. Segundo o relato de Escilitzes, muitos pereceram a bordo de seus navios quando os bizantinos atearam fogos nele. Como os historiadores John Pryor e Elizabeth Jeffreys escreve, a decisão de Nasar de atacar à noite foi "extremamente ousada", pois a escuridão "fez as manobras tácticas impossíveis e resultados imprevisíveis". Consequentemente, batalhas navais no mar foram muito raras. Após sua vitória, Nasar velejou ao sul da Itália para auxiliar o exército operando ali sob os generais Procópio e Leão Apostipes. Ele invadiu a Sicília e conseguiu outra grande vitória sobre a frota aglábida na Batalha de Estelas antes de retornar para Constantinopla.